# Língua taiap
Taiap (ou Tayap, Gapun, conforme o nome da vila em que é falada) é uma língua isolada e ameaçada de extinção falada por cerca de cem pessoas na aldeia de Gapun de Sepik Oriental, Papua-Nova Guiné, localizada ao sul da foz do rio Sepik, perto da costa). Está sendo substituído pelo idioma nacional e lingua franca Tok Pisin.
A língua taiap, assim como sua cultura e seu povo, foi extensivamente estudada pelo antropólogo sueco Don Kulick durante o final da década de 1980 e o início da década de 1990.

## Características
O primeiro europeu a se deparar com a língua Taiap foi um missionário alemão em 1938. O idioma não foi estudado por linguistas até à década de 1970 por causa da inacessibilidade da região.
Taiap tem uma língua pandanus, usada na colheita da noz karuka. 
Ao contrário das línguas Sepik-Ramu inferior vizinhas cuja terminologia de parentesco é patrilineares, os falantes do Taiap são matrilineares.  O Taiap é tipologicamente muito diferente dessas línguas.
A aldeia Taiap de Gapun está localizada numa colina que era há milhares de anos uma ilha, quando a atual foz do rio Sepik havia sido inundada pelo mar (o Delta do rio Nilo também sofrera tais processos históricos). Foley especula que Taiap poderia ter sido parte de uma família de idiomas maior que foi falada na ilha antes da chegada dos falantes Sepik. À medida que o litoral se movia para o nordeste, os falantes do baixo Sepik migraram do sopé para as novas áreas criadas pelas águas em recuo. 

### Sociolinguística
Gapun is the only village where Taiap is spoken. Taiap is currently being replaced by Tok Pisin, since the Taiap people associate Tok Pisin with Christianity and modernity, while they associate their own traditional language with paganism and "backwardness." Further contributing to the decline of Taiap is the fact that it is not spoken in any other neighboring villages, as Gapun is surrounded by Lower Sepik-Ramu languages such as Kopar, Watam, and especialy Adjora.:202

## Classificação
Embora Donald Laycock (1973) tenha colocado Taiap como parte de suas línguas Sepik-Ramu, sua estrutura e vocabulário seriam assim únicos para essa família, e Ross (2005) não encontrou evidência de que Taiap esteja relacionado a qualquer idioma da Nova Guiné. A extensão atual dos falantes de Taiap é quase coincidente com o que havia sido essa ilha há 6 mil anos, consistente com a ideia de que o Taiap seja um idioma isolado.
Søren Wichmann (2013) e Glottolog classificam o Taiap como uma língua isolada. Usher (2018) o inclui na família das línguas Torricelli.

## Fonologia
As consoantes são:
| p  | t  |    | k  |
| ᵐb | ⁿd | ᶮɟ | ᵑɡ |
| m  | n  | ɲ  | ŋ  |
|    | s  |    |    |
|    | r  |    |    |
| w  |    | j  |    |
As vogais são:
| i |   | u |
| e | ə | o |
| a |   |   |

## Pronomes
Os pronomes Taiap são::
|    | sing | plu |
| -- | ---- | --- |
| 1  | ŋa   | yim |
| 2  | yu   | yum |
| 3m | ŋə   | ŋgi |
| 3f | ŋgu  | ŋgə |

## Gênero
Como muitas línguas da área Sepik - Ramu (particularmente as línguas Sepik]), Taiap possui gêneros masculino e feminino. Os objetos são classificados de acordo com segue. 
| Masculino | Feminino | - | referentes masculinos | referentes femininos | - | referentes animados | referentes inanimados | - | referentes longos, delgados ou grandes | referentes curtos, baixoss ou pequenos |
Por exemplo, embora a maioria das serpentes sejam consideradas masculina, o Acanthophis (Acanthophis laevis) é classificado como feminino em Taiap devido à sua forma de cobra venenosa curta e achatada. Esse sistema de classificação de gênero com base no tamanho também é típico de todas línguas Sepik, mas não dos Sepik-Ramu baixos, línguas Yuat e Yuat superiores.